# Кашвиц
Кашвиц (нем. Caaschwitz) — община в Германии, в земле Тюрингия. 
Входит в состав района Грайц.  Население составляет 649 человек (на 31 декабря 2010 года). Занимает площадь 4,18 км².